# Stanisław Witkiewicz
Stanisław Witkiewicz (21 mai 1851 – 5 septembre 1915) est un écrivain, peintre, et théoricien de l'art polonais, père de Witkacy (Stanisław Ignacy Witkiewicz). Son oncle était l'explorateur et diplomate Jan Prosper Witkiewicz.
Il est le créateur du Style de Zakopane, styl zakopiański (encore nommé Style de Witkiewicz, styl witkiewiczowski). Il a été fortement attaché à Zakopane. Il a découvert la ville en 1886 et a été impressionné par l'architecture en bois des Tatras et par les arts populaires. Il décide de les étudier et de les transposer dans la vie moderne : c'est le style de Zakopane.

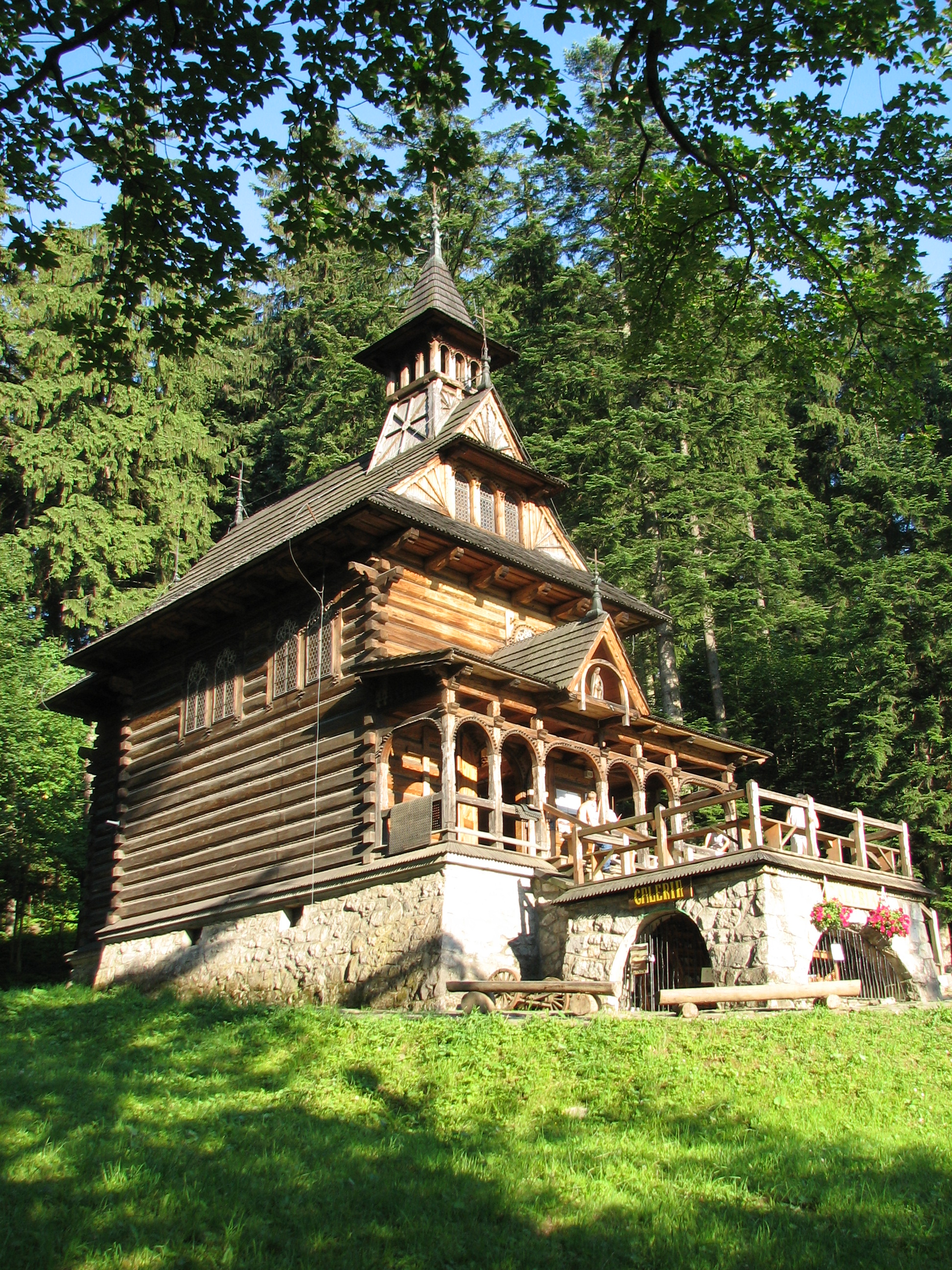
Chapelle de Jaszczurówka

Witkiewicz a eu des positions fortes contre l'enseignement conventionnel. Il a appliqué ce principe dans l'éducation de son fils et a été déçu quand, à 20 ans, celui-ci a choisi de s'inscrire à l'académie des Beaux Arts de Cracovie.
Son fils, Stanisław Ignacy Witkiewicz, est un dramaturge, peintre et photographe fameux, dont le surnom est 'Witkacy'.
Souffrant de la tuberculose, il laisse sa famille à Zakopane en 1908 pour s'installer à  Lovranno (dans l'actuelle Croatie) où il meurt en 1915.